# ゼロ THE MAN OF THE CREATION
『ゼロ THE MAN OF THE CREATION』（ゼロ ザ マン オブ ザ クリエイション）は、原作：愛英史、絵：里見桂による日本の漫画。
単行本全78巻、また傑作選として『ゼロ Masterpiece Collection』5巻、『ゼロ The Special Edition』全5巻、『ゼロ The Great Selection』全3巻が集英社から刊行されている。

## 概要
ゼロ（ZERO）と名乗る超人的才能を持った贋作者を主人公とする一話完結の連作である。集英社の『スーパージャンプ』にて1990年から2011年まで連載。ゼロは豊富な知識と優れた五感および記憶力を持ち、絵画・彫刻・陶器はもとより、刀剣・料理・工業製品などこの世に存在する（あるいはかつて存在した）ありとあらゆる物を完璧に複製・再現する。

## ゼロ

### 経歴
単行本1巻や55巻に収録されたエピソードで断片的に、第400 - 401話の特別編でゼロの少年時代が語られている。
本名は榊零（さかき れい）。陶芸家であった榊万作の息子で、幼い頃から父親に芸術方面の才能を見出され、しばしば2人で世界中の美術館や博物館を訪れていた。しかし父親は旧知の人物である美術商の日陰に騙されて須恵器の贋作を作ってしまい、芸術家としての名を汚されたことが原因で自殺した。しかし、自殺する前に贋作を完成させた万作の歓喜の涙は忘れられないと第401話の中で語られ、零は贋作作りの中で芸術家として汚されたから自殺したわけではなく、全ての引き際を教えるためだったと悟っている。この一件で万作の歓喜の涙の意味を知り、自らもその世界に辿り着き、後のゼロとしての礎が築かれている（のちに報復として贋作の須恵器を日陰の取引先に大量に送りつけ、失脚させている）。その数年後、まだ10代の零は単身渡米する。それからしばらくの間、「零」または「ゼロ」と名乗る青年が高名な学者に相手の専門分野に関する議論を挑み、打ち負かしたという話が各地の大学などに残されている。彼がどのような経緯で贋作者となったのかは不明であるが、20代前半には既に裏の世界である程度名の知られた存在となっていたことがうかがえる。
ゼロの過去について知っているのは55巻に収録されたエピソードの登場人物（榊万作の作品を愛好していた老政治家の北山とその孫娘、および彼の部下）だけと思われる。また彼らにしても、榊零とゼロが同一人物であるという物的証拠は手に入れられなかったらしい。
またゼロの過去についても、いつの時代の事なのか明らかでなく、現在のゼロの年齢は不明。わずかな手がかりとして、10代後半程度と思わしき少女に「おじさん」呼ばわりされて不満気な表情を見せた事が一度だけある。
「世界各国を飛び回る贋作者」という生業ゆえ、FBIをはじめ各国の警察から要注意人物としてマークされており、逮捕・拘束・投獄されることもあるが、証拠不十分、あるいはゼロの能力を必要とする政財界上層部による圧力などの理由により必ず釈放される。その一方で警察関係者が事件真相究明のため、ゼロに依頼をするシーンも多々見られるため、警察関係者は利害によってゼロに対し敵意と共に畏敬の念の両方を持つ描写がみられる。
最終回ではギザの大ピラミッドにあるオシリス・シャフト内で錬金術の奥義が記されているという「エメラルド・タブレット」を発見したものの、その場で致命傷となる銃撃を受けてしまう。とっさに自らの体にタブレットを取り込み死亡したかのように見えたが、自身の意識を移植させたクローンを作り出しており（同時間帯に京都にあるゼロの別邸で作業をしている描写が見られる）、最終的には作品を依頼者に手渡している。

### 能力
ゼロの「神の手」の真髄は、オリジナルが作られた時点における作者の心理状態を分析し、作者になりきることにある。そういった過程を経て作られた贋作は、どんな手段を用いてもオリジナルと区別することができない。またゼロが作るのはあくまでも「本物」であって、それを歪めたものの製作を求められても決して応じない。
ゼロ自身は自分の作った作品を「本物」と主張しており、依頼人に「贋作」呼ばわりされることを極端に嫌うため、「贋作を作って欲しい」と言われると機嫌が悪くなる。その一方で後期のエピソードでは、依頼人になろうとした相手の弟子から「贋作家になど頼らずとも自分が真相を見つけてみせる」と啖呵を切られたところ、笑みを浮かべて引き下がりつつ、あえて真相に繋がるヒントを与えた事もある。
ゼロの主張する「本物」は言葉通りのオリジナルを指す場合が多いが、ときおり並外れた価値あるものという意味でも使われ「私は本物しか評価しない」と発言した事もある。画商などはゼロを恐れつつもその審美眼に敬意を払い「本物」という評価に歓喜する描写もある。
「本物は1つあればいい」が口癖で「本物」が2つある時は一方を破壊してしまうことも多い（大抵はゼロが作った方の「本物」を残す）。さらに、依頼人の所有する美術品が「贋作」であることを証明するため、当人の許可を得ないでその美術品を破壊してしまうこともある。世間では便宜上「贋作者」と呼ばれるが、「本物を作る男」とも言われる。贋作は（真作が複数の手による作品でも）単独で作る場合が多いが、場合によっては他人の助けを借りたり、時には自分自身でなく作者になりきった別人に製作させることもある。
五感に関しては驚異的な鋭さを持っており、目隠しで連行された時も乗り物の音や空気の流れなどから連行された場所や状況を的確に言い当てることができる。また、依頼人の会話の中身やクセから心理状態を解析するプロファイリング能力にも長けており、後述する不誠実な依頼人に対しては心理状況を見抜いた上で美術品にトラップを仕掛け、破滅もしくは死に追いやることもある。
身体能力は比較的高く、美術品の原材料を探しに砂漠や山岳地帯といった局地を歩き回る体力もあるほか、無名のチンピラ程度と対峙しても軽くあしらえる格闘能力を持つ。また、ゼロのロゴ入りカードの投擲を得意とする描写がある。

### 報酬
ゼロは通常、依頼人に極めて高額の報酬を要求する。振込先は「スイス銀行のオール・ゼロの口座」である。
依頼を受ける（もしくは美術品が完成した）際、依頼人に対して「いかなる真実が待っていてもそれを受け入れる覚悟はあるか？」という忠告を投げかけることがある。この忠告は伏線の役割を果たしており、ストーリー終盤に依頼人が忠告の意味に気づく、あるいはゼロがその結果を新聞で確認して物語が完結する。
誠実な依頼人は報酬がたとえ全財産であっても、それを後悔しないだけの精神的充足を得て再出発するように描かれる。一方不誠実な依頼人（私利私欲のために美術品を利用する、またはゼロを貶める行為をした者）は経済・社会的破滅もしくは依頼人の死を持って完結する。
初期のエピソードでは、取るに足らない報酬しか求めないが、ゼロの主観ではそれが非常に価値ある報酬と描写された回もあった。回が進むにつれて、全財産の半分、あるいは1/4といった、初期に比べれば低額の報酬での請負、あるいは報酬額が不明な場合も増えている。なお、依頼人がそれほどの価値を感じている仕事でなければ受けないということであり、実際に必要な経費とは無関係らしい（1巻冒頭のエピソードでは「本物とまったく同じ材料を調達するためにはその金額でも足りないのではないか」と推測されている）。また依頼人が何らかの仕事や研究に打ち込んでいる場合は、「一生かけてでもそれを成し遂げる事が報酬だ」と言ってゼロ自身にとっては事実上のタダ働きをする事も少なくない。後の話では、そのゼロの姿勢が風聞として伝わったのか、依頼者側からそういった条件を切り出して頼み込まれた場合もある。

### 私生活
服装にも非常にこだわりを持っており、依頼人からの依頼・受け渡し等の際は髪型はオールバック、クリーム色のダブルスーツで登場することがほとんどである。ただし、贋作製作のときは前髪をおろし（あるいは前髪が崩れても整えない）、上述のとおり作者の心理状態を徹底的に再現することからさまざまな服を着こなし、時には浮浪者となることや、自ら毒を飲んで中毒症状に陥り死線を彷徨ったこともある。
ゼロは世界各地に別邸や工房を持っており、その大部分は最初の一軒（上記の老政治家から依頼の報酬として受け取った）を元に建てたものであるという。また必要に応じてオリジナルが作られた当時の施設が残されている場所を借り切る事もある。
オフの時は、サーフィン、釣り、クレー射撃に興じることもあり、その際は朗らかな表情でリラックスしている様子を見せる。ポールダンスバーで冷静な顔で呑みながら過ごす事もある。ゼロにとっては非常に大切な時間であり、結果としてそれが妨害された時に、無報酬で事件に首を突っ込んだ事もある。仕事に行き詰った際に再現する物のヒントを偶然に得た事もある。トレジャーハンター的な事も好む傾向にあり、オフの時に行きずりのトレジャーハンターに「面白い話を聞かせてもらった報酬」として出資したり、依頼内容がトレジャーハンター的なものだった時に、自分も楽しませてもらったとして無報酬でよしとした事もある。

## 題材
各エピソードにて扱われる題材は、絵画・彫刻・古美術品・料理・伝統工芸・文筆など様々なものがある。そのほとんどは、実在する人物の作品や歴史上の人物・事物に関するものである。しかし、完全なる創作（人物・事物・作品等全てフィクション）であることも多く、実在した人物の歴史や生い立ちに関しても創作部分が含まれることがある。なお、作中に登場する依頼品に関しては架空のものである場合が多い。作品舞台は実在の国のほか、アフリカや東ヨーロッパなどの架空の国家が舞台となることがあり、この場合は国自体が独裁政治を敷いており、依頼品が革命や民主化のきっかけになることが多い。
その一方、宇宙人やオーパーツ、ムー大陸など、疑似科学的な事柄が関わってくることもあるし、心霊などオカルト的なものが関わる場合もある。ただし、その取り上げ方については、肯定する場合、否定する場合、科学的合理的解釈を見つけ出すなど一定しない。

## その他
小説『万能鑑定士Q』シリーズのヒロイン、凜田莉子の愛読書でもある。『万能鑑定士Qの事件簿V』で莉子は「ゼロかっこいい。大好き」と言っている。